# Winston-Salem Open 2024 - Qualificazioni singolare
Le qualificazioni del singolare del Winston-Salem Open 2024 sono state un torneo di tennis preliminare per accedere alla fase finale. I vincitori dell'ultimo turno sono entrati di diritto nel tabellone principale. In caso di ritiro di uno o più giocatori aventi diritto a questi sono subentrati gli alternate, coloro che vengono ammessi al tabellone principale a causa dell'assenza di un lucky loser che possa sostituire il giocatore ritirato.

## Teste di serie
1. Alexandre Müller (spostato al tabellone principale)
2. Zachary Svajda (ultimo turno, lucky loser)
3. Tristan Schoolkate (qualificato)
4. Learner Tien (qualificato)

1. Nicolás Mejía (ultimo turno, lucky loser)
2. Thai-Son Kwiatkowski (ultimo turno)
3. Aleksej Zacharov (primo turno)
4. Ryan Seggerman (primo turno)

## Qualificati
1. Strong Kirchheimer
2. Omni Kumar

1. Tristan Schoolkate
2. Learner Tien

### Lucky loser
1. Zachary Svajda

1. Nicolás Mejía

## Tabellone

### Sezione 1
|  | Primo turno | Primo turno          | Primo turno        | Primo turno | Primo turno |  |  | Ultimo turno | Ultimo turno         | Ultimo turno         | Ultimo turno | Ultimo turno |  |
|  |             |                      |                    |             |             |  |  |              |                      |                      |              |              |  |
|  | Alt         | Ryan Fishback        | Ryan Fishback      | 1           | 5           |  |  |              |                      |                      |              |              |  |
|  | Alt         | Strong Kirchheimer   | Strong Kirchheimer | 6           | 7           |  |  | Alt          | Strong Kirchheimer   | Strong Kirchheimer   | 6            | 6            |  |
|  | Alt         | Skander Mansouri     | 67                 | 6           | 65          |  |  | 6            | Thai-Son Kwiatkowski | Thai-Son Kwiatkowski | 3            | 4            |  |
|  | 6           | Thai-Son Kwiatkowski | 7                  | 4           | 7           |  |  |              |                      |                      |              |              |  |

### Sezione 2
|  | Primo turno | Primo turno     | Primo turno     | Primo turno | Primo turno |  |  | Ultimo turno | Ultimo turno   | Ultimo turno   | Ultimo turno | Ultimo turno |  |
|  |             |                 |                 |             |             |  |  |              |                |                |              |              |  |
|  | 2           | Zachary Svajda  | Zachary Svajda  | 6           | 6           |  |  |              |                |                |              |              |  |
|  | Alt         | Martin Borisjuk | Martin Borisjuk | 1           | 1           |  |  | 2            | Zachary Svajda | Zachary Svajda | 2            | 4            |  |
|  |             | Omni Kumar      | Omni Kumar      | 6           | 6           |  |  |              | Omni Kumar     | Omni Kumar     | 6            | 6            |  |
|  | 8           | Ryan Seggerman  | Ryan Seggerman  | 1           | 4           |  |  |              |                |                |              |              |  |

### Sezione 3
|  | Primo turno | Primo turno        | Primo turno        | Primo turno | Primo turno |  |  | Ultimo turno | Ultimo turno       | Ultimo turno       | Ultimo turno | Ultimo turno |  |
|  |             |                    |                    |             |             |  |  |              |                    |                    |              |              |  |
|  | 3           | Tristan Schoolkate | Tristan Schoolkate | 6           | 6           |  |  |              |                    |                    |              |              |  |
|  | WC          | Luca Pow           | Luca Pow           | 0           | 1           |  |  | 3            | Tristan Schoolkate | Tristan Schoolkate | 7            | 7            |  |
|  | Alt         | Kiranpal Pannu     | Kiranpal Pannu     | 1           | 1           |  |  | 5            | Nicolás Mejía      | Nicolás Mejía      | 67           | 6            |  |
|  | 5           | Nicolás Mejía      | Nicolás Mejía      | 6           | 6           |  |  |              |                    |                    |              |              |  |

### Sezione 4
|  | Primo turno | Primo turno          | Primo turno          | Primo turno | Primo turno |  |  | Ultimo turno | Ultimo turno         | Ultimo turno         | Ultimo turno | Ultimo turno |  |
|  |             |                      |                      |             |             |  |  |              |                      |                      |              |              |  |
|  | 4           | Learner Tien         | Learner Tien         | 7           | 6           |  |  |              |                      |                      |              |              |  |
|  | Alt         | Andres Martin        | Andres Martin        | 62          | 3           |  |  | 4            | Learner Tien         | Learner Tien         | 6            | 6            |  |
|  | WC          | Dhakshineswar Suresh | Dhakshineswar Suresh | 7           | 6           |  |  | WC           | Dhakshineswar Suresh | Dhakshineswar Suresh | 3            | 4            |  |
|  | 7           | Aleksej Zacharov     | Aleksej Zacharov     | 65          | 2           |  |  |              |                      |                      |              |              |  |